# IC 3659
IC 3659 је спирална галаксија у сазвјежђу Береникина коса која се налази на листи објеката дубоког неба у Индекс каталогу.
Деклинација објекта је + 22° 55' 51" а ректасцензија 12h 41m 27,6s. Привидна величина (магнитуда) објекта IC 3659 износи 15,4 а фотографска магнитуда 16,2. IC 3659 је још познат и под ознакама KUG 1238+232, PGC 86328.